# Discogs
Discogs (abbreviazione del termine discographies, discografie in lingua inglese) è un sito web e database contenente informazioni riguardanti le registrazioni audio commerciali, promozionali, bootleg o appartenenti a off-label.
I server di Discogs, ospitati dal dominio Discogs.com, sono posseduti dalla Zink Media, Inc (a Portland, nell'Oregon). Sebbene le liste presenti nel sito siano suddivise per categorie, esso è noto per essere uno dei più grandi database dedicati alla musica elettronica, nonché uno dei più forniti di musica pubblicata in formato vinile.
Nel 2019 Discogs contiene 6 129 854 musicisti, 1 338 217 etichette discografiche, e 463 613 account degli utenti.

## Storia
Originalmente concepito per essere un database dedicato alla musica elettronica, Discogs.com venne creato durante il mese di agosto 2000 (ma reso pubblico nel settembre dello stesso anno) dal disc jockey Kevin Lewandowski.
Nel 2003 il sito venne completamente rimaneggiato, e iniziò, a partire dal gennaio 2004, a dedicare sezioni agli altri generi, partendo dall'hip hop. Durante gli anni seguenti il sito iniziava a incorporare un sempre maggior numero di generi musicali, fino a includerli tutti.
Nel 2004 venne dichiarato dal sito stesso che a esso erano associati 15 788 contributori e presentava 260 789 pubblicazioni.
Nel corso degli anni, Discogs è divenuto anche un marketplace nel quale i venditori di cd, musicassette, dischi in vinile ed altri supporti musicali possono mettere in vendita i propri articoli. Non sono previsti costi per l'inserimento di un articolo in vendita, ma è prevista una commissione dell'8% su ogni ordine. Questo fattore, se da un lato ha cambiato l'originaria natura del sito, partito come solo database di discografie, dall'altro ne ha arricchito notevolmente i contenuti: i venditori, tra cui anche artisti ed etichette discografiche indipendenti, sono motivati ad inserire nuovi titoli in database, per poi poterli vendere. Su Discogs è possibile anche trovare dischi da collezione venduti per migliaia di dollari: il record appartiene a una copia stampata in Canada di The Black Album di Prince, venduta nel 2018 per 27 500 dollari. Il record precedente era di 15 000 dollari, per una copia promozionale dello stesso album di Prince.
Durante il mese di agosto 2007, divenne accessibile tramite un API (Application programming interface), basato su un sistema Representational State Transfer e venne emanata una circolare che non permetteva a nessuno di "manipolare" le fonti del sito. Prima che avvenissero questi cambiamenti, i dati di Discogs erano accessibili tramite un'interfaccia HTML e erano visibili soltanto adoperando dei browser. Oggi l'interfaccia HTML rimane la sola via che permette di modificare i dati di Discogs.
Il 7 giugno 2011 venne distribuita una nuova versione dell'API del sito, mentre durante il mese di dicembre dello stesso anno venne riaggiornata.